# Doug Watkins
Pour les articles homonymes, voir Watkins.
Douglas Watkins (2 mars 1934 – 5 février 1962) est un bassiste de jazz américain de style hard bop, originaire de Détroit.
Membre fondateur des Jazz Messengers d'Art Blakey, il a aussi joué dans les orchestres de Horace Silver et Charles Mingus. Il a joué également avec Gene Ammons, Kenny Burrell, Donald Byrd, Art Farmer, Jackie McLean, Hank Mobley, Lee Morgan, Sonny Rollins et Phil Woods. Il a enregistré seulement deux albums sous son nom avant de décéder dans un accident de voiture à l'âge de 27 ans.

## Discographie

### En tant que sideman
- Blue Gene avec Gene Ammons (Prestige, 1958)
- Boss Tenor avec Gene Ammons (Prestige, 1960)